# 红山街道 (南京市)
红山街道，是中国江苏省南京市玄武区下属的一个街道，面积8.19平方公里，下辖8个居委会和3个行政村，人口54368人，其中常住人口24289人，流动人口约3万人。